# Odradek Edizioni
Odradek Edizioni è una casa editrice italiana con sede a Roma, fondata nel 1996, che pubblica libri di narrativa, oltre a saggi di storia, politica e filosofia.

Si è caratterizzata fin dai primi anni promuovendo la Storia orale attraverso saggi di carattere introduttivo e ricerche operative, con la collaborazione di Cesare Bermani e di Alessandro Portelli.
Il catalogo Odradek propone inoltre studi che concernono la storia della conflittualità sociale, le guerre, le problematiche ambientali globali, le culture marginali, le avanguardie artistico-letterarie del novecento e il dibattito epistemologico contemporaneo. Quest'ultima tematica è curata da Felice Accame nella collana Ideologia e Conoscenza.

Tra i libri in catalogo figurano  il Diario di Bulow di Arrigo Boldrini con prefazione di Gian Carlo Pajetta, il volume Storia delle Brigate Rosse di Marco Clementi la riedizione di La strage di Stato di Eduardo M. Di Giovanni, Marco Ligini, Edgardo Pellegrini (edizione originale di Samonà e Savelli del 1970), controinchiesta sulla Strage di Piazza Fontana,

## Riviste
Odradek pubblica, o ha pubblicato, le seguenti riviste:
- Almanacco Odradek di scritture antagoniste: almanacco annuale;
- Giano. Pace, ambiente, problemi globali: rivista quadrimestrale fondata nel 1989;
- Zapruder: quadrimestrale del progetto Storie in movimento fondata nel 2002.
- Persona&Società: quadrimestrale dell'Anpi di Roma e del Lazio.

## Le librerie
Sono associate alla casa editrice anche quattro librerie sparse su tutto il territorio italiano (Roma, Milano, Tuscania e Pomezia) che propongono una scelta attenta della piccola e media editoria di qualità.